# Chêne-Bougeries
Chêne-Bougeries là một đô thị in the bang Genève, Thụy Sĩ. Đô thị này có diện tích 4,17 km² đất và có đỉnh cao nhất cao 420 mét. Dân số năm 2007 là 10.148 người.